# Credé/Düwag 4EGTW
4EGTW – typ tramwaju wytwarzanego w latach 1956–1957 przez zakłady Credé w Kassel przy użyciu gotowych komponentów firmy Düwag z Düsseldorfu.
Oznaczenie 4EGTW jest akronimem niemieckich słów 4-achsig Einrichtungs-Gelenktriebwagen, które oznaczają czteroosiowy, jednokierunkowy przegubowy tramwaj silnikowy.

## Konstrukcja
4EGTW to trójczłonowy, czteroosiowy, jednokierunkowy, przegubowy wagon silnikowy. Dwa silniki o mocy 60 kW każdy znajdują się w wózku pod pierwszym członem, drugi wózek, zamontowany pod trzecim członem, jest toczny. Krótki człon środkowy jes zawieszony między dwoma skrajnymi za pomocą przegubów. Do wnętrza tramwaju prowadzi czworo drzwi harmonijkowych, z których pierwsze i ostatnie są czteroczęściowe, a dwoje środkowych jest dwuczęściowych. Prąd zasilający obwody elektryczne tramwaju odbierany jest z sieci trakcyjnej za pośrednictwem odbieraka nożycowego. Na czole tramwaju zainstalowano jeden reflektor.

## Dostawy
| Państwo        | Miasto         | Lata dostaw    | Liczba | Numery taborowe |       |
| -------------- | -------------- | -------------- | ------ | --------------- | ----- |
| Niemcy         | Kassel         | 1956–1957      | 28     | 261–288         | [ 1 ] |
| Łączna liczba: | Łączna liczba: | Łączna liczba: | 28     |                 |       |

## Eksploatacja

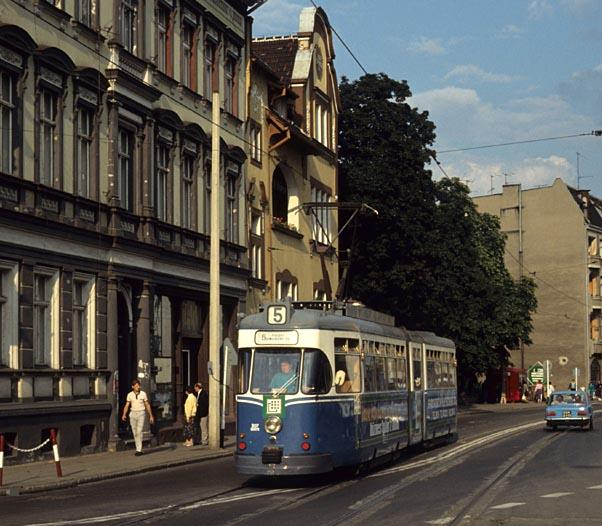
Düwag/Credé 4EGTW (nr 207) na gorzowskiej linii nr 5.

Pierwszy tramwaj typu 4EGTW rozpoczął eksploatację w Gorzowie Wielkopolskim 24 grudnia 1990 r.. Ogółem sprowadzono 10 wagonów, które były eksploatowane w latach 1990–2000. W roku 2000 sprzedano ostatni z pojazdów (nr tab. 205) warszawskiemu Klubowi Miłośników Komunikacji Miejskiej. Transport pojazdu miał miejsce dopiero w 2004 roku. Początkowo miał być to zabytek czynny, jednak ze względów finansowych nie został przywrócony do sprawności.

## Wagony historyczne
| Pochodzenie | Numer taborowy | Obecny właściciel                                 | Typ   | Rok produkcji | Historyczny od roku |       |
| ----------- | -------------- | ------------------------------------------------- | ----- | ------------- | ------------------- | ----- |
| Kassel      | 205            | Klub Miłośników Komunikacji Miejskiej w Warszawie | 4EGTW | 1956          | 2000                | [ 5 ] |
| Kassel      | 269            | Hannoversches Straßenbahn-Museum                  | 4EGTW | 1957          | 2012                | [ 6 ] |
| Kassel      | 273            | Technikmuseum Kassel                              | 4EGTW | 1957          | ?                   | [ 7 ] |